# بهرام بن مفنة
العادل بهرام بن مفنّة (الفارسية: بهرام بن مافنه) كان رجل دولة إيراني خدم وزيرًا للحاكم البويهي أبو كاليجار مرزبان من 1025/1026 م إلى 1041/2042 م.

## السيرة

### المسيرة المهنية المُبكرة

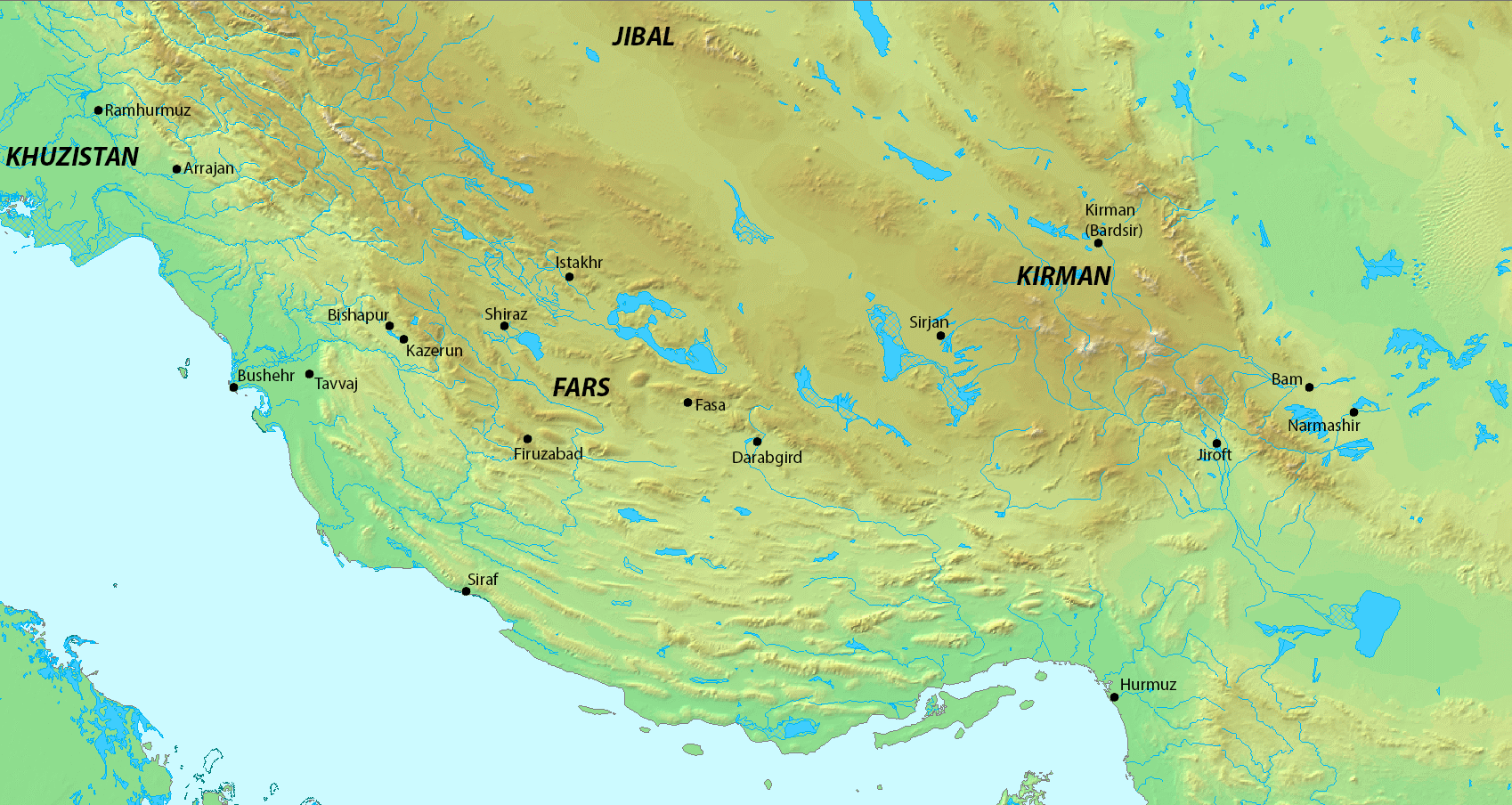
خريطة فارس والمناطق المحيطة بها في القرنين التاسع والعاشر

على عكس غالبية الوزراء البويهيين، كان بهرام يحمل اسمًا إيرانيًا، وكان لوالده أيضًا اسمًا إيرانيًا وهو شكل معرب من كلمة "مهباناه". وُلِد بهرام في كازرون في فارس عام 976/7، وعندما كبر، بدأ في خدمة البويهيين كسكرتير (حاجب أو كاتب)، ثم ترقى إلى مناصب أعلى، وفي النهاية أصبح في عشرينيات القرن الحادي عشر مستشارًا للوزير البويهي ابن مكرم. في عام 1024، توفي حاكم فارس البويهي، سلطان الدولة، وسرعان ما حدثت أزمة خلافة؛ حيث ثار ابنه قوام الدولة، حاكم كرمان، الذي ادعى فارس لنفسه، على أخيه أبي كاليجار. ومع ذلك، تمكن أبو كاليجار من السيطرة على فارس، ودافع بنجاح عن ممتلكاته ضد أخيه.

### الوزارة
لكن أثناء الصراع قُتل وزيره ابن مكرم، فعيّن أبو كاليجار بهرام وزيرًا جديدًا له. خلال فترة توليه منصب الوزير، كانت موهبة بهرام البارزة كقائد عام وإداري، وتسامحه مع الديانات الأخرى، سببًا في شهرته بين رعايا الدولة البويهية. وكانت له أيضًا علاقات جيدة مع الداعية الإسماعيلي مؤيد في الدين الشيرازي. في عام 1028، سُمم قوام الدولة، وسرعان ما استولى أبو كاليجار على كرمان.
في عام 1030، أرسل منافس آخر وقريب لأبي كاليجار، جلال الدولة، أسطولًا مُكونًا من 1300 سفينة بقيادة وزيره أبي على حسن ماكولا [الإنجليزية] للاستيلاء على البصرة من أبي كاليجار، ولكن الحملة أثبتت في النهاية أنها كارثة وانتهت بهزيمة كاملة لجلال الدولة. وبعد ذلك قُبض على أبي علي حسن، ولكن سرعان ما تم الإفراج عنه. وبعد قليل أرسل أبو كاليجار جيشًا بقيادة بهرام، الذي تمكن من غزو خوزستان. ثم جعل أبو كاليجار الأهواز عاصمته.
في عام 1033م غزا الغزنويون كرمان بهدف السيطرة على دول البويهيين. لكن الالتزامات المالية المفروضة على أهل كرمان أقنعتهم بأن حكم البويهيين سيكون أفضل. وفي العام التالي، طرد بهرام بن مفنّة الغزنويين من المقاطعة. في عام 1037/8 اندلعت حرب أهلية في عُمان بين أمراء السلالة المحلية التابعة في المنطقة. وسرعان ما تدخل بهرام في الحرب الأهلية، وأعاد السلام إلى المنطقة.
توفي بهرام لاحقًا في عام 1041/2، وخلفه ذو السعادات وزيرًا لأبي كليجار. وفقًا للمؤرخ هيو ن. كينيدي، كان بهرام هو آخر الوزراء العظام للبويهيين.